# Patrick Wilson (músic)
Patrick George "Pat" Wilson (Buffalo, Nova York, 1 de febrer de 1969) és un músic estatunidenc, conegut per ser el bateria del grup de música rock Weezer, a la qual s'hi va unir l'any 1992. També és cantant i líder de la seva pròpia banda anomenada The Special Goodness.

## Biografia
Wilson va néixer a Buffalo el 1969 però va créixer prop de Clarence. De ben petit ja va entrar en contacte amb la música. Als quinze anys va assistir al seu primer concert per veure Van Halen, i com a conseqüència es va interessar per realitzar classes de bateria. En el seu darrer any d'institut va començar a ensenyar a tocar l'instrument a diversos estudiants. Després de graduar-se el 1987, es va matricular a la universitat local però va abandonar els estudis després del primer semestre perquè no s'hi sentia còmode.
Patrick Wilson es va casar l'any 1994 amb Jennifer Wilson i han tingut dos fills.

## Carrera musical
Cansat de la pobre escena musical local, va decidir traslladar-se a Los Angeles amb 21 anys. Aviat es va unir a la seva primera banda anomenada "Bush" (no confondre amb Bush de Gavin Rossdale). Malgrat que el grup no tingué gaire recorregut, va coincidir amb Matt Sharp i van començar una bona amistat. Posteriorment es va ajuntar a Rivers Cuomo per formar part de la banda "Fuzz", que en tres mesos es va dissoldre. Wilson va tocar en diverses bandes com "The Dum Dums" o "United Dirt". L'any 1991 van crear la banda "Sixty Wrong Sausages" amb Cuomo, Patrick Finn, després s'hi va unir Jason Cropper. Paral·lelament, Cuomo i Wilson van iniciar un projecte anomenat "50 song project" en el qual es van dedicar a compondre 50 noves cançons. Dins d'aquest projecte van compondre diverses cançons que posteriorment serien incloses en la discografia de Weezer com "Undone - The Sweater Song" o "My Name Is Jonas". Ja el 1992, Sharp va tornar a Los Angeles després de passar uns mesos a Berkeley i va substituir a Finn. Aquesta formació ja fou definitiva i van canviar el nom de la banda pel definitiu Weezer.

### Weezer
A part de la seva funció com a bateria, Wilson ha compost dues cançons de la discografia de Weezer ("Automatic" i "In the Mall") però també ha co-escrit tres cançons més ("The World has Turned and Left Me Here", "Surf Wax America" i "My Name is Jonas"). En la cançó "Automatic", toca la guitarra solista en lloc de tocar la bateria i també és la veu principal. També ha col·laborat amb Cuomo en diverses cançons que després han aparegut en altres reedicions. En les gires també ha tocat la guitarra acústica o ha cantat algunes versions covers que han realitzat en directes.

### Altres projectes
Poc després de l'èxit inicial de Weezer, Wilson va formar part de la banda The Rentals i va participar en la gravació del seu primer àlbum d'estudi, Return of the Rentals però poc després va deixar la banda i no va arribar a anar de gira amb ells. Aquesta renúncia es va produir perquè Wilson va crear la seva pròpia banda anomenada The Special Goodness, on compon les cançons, canta i toca la majoria d'instruments. Han enregistrat quatre àlbums d'estudi i també han realitzat diverses gires per promocionar aquests treballs.
Junt al seu company de Weezer, Brian Bell, van col·laborar en la versió de la cançó "Heroin" de The Velvet Underground per la banda sonora de la pel·lícula Factory Girl (2006). Ambdós van aparèixer a la pel·lícula amb petits papers interpretant als músics John Cale i Lou Reed respectivament.

## Discografia

### Weezer
- Weezer (1994)
- Pinkerton (1996)
- Weezer (2001)
- Maladroit (2002)
- Make Believe (2005)
- Weezer (2008)
- Raditude (2009)
- Hurley (2010)
- Death to False Metal (2010)

### The Special Goodness
- Special Goodness (també conegut com "The Bunny Record") (1998)
- At Some Point, Birds and Flowers Became Interesting (també conegut com a "Pinecone") (2001)
- Land Air Sea (2003)
- Natural (2012)

### The Rentals
- Return of the Rentals (1995)